# 鄭斌 (法學家)
郑斌（英語：Bin Cheng，1921年—2019年），香山县人，华裔英国籍国际法和航空法专家。倫敦大學學院法學院教授，院长。被国际航空法学界尊称为“航空法之父”。

## 生平
1921年出生。香山县人。是法学家郑天锡的长子。
1944年获瑞士日内瓦大学法学士学位。1950年获英国伦敦大学学院法律系哲学博士学位，1966年获伦敦大学学院法學博士学位。
1967年至1986年担任伦敦大学学院航空法教授。1971年至1973年担任倫敦大學學院法學院院长。退休后成为名誉教授。2008年成为伦敦航空法学会荣誉主席。
著有《国际法院与法庭适用的一般法律原则》（1957年）、《国际航空法》（1962年）、《国际空间法研究》（1997年）。2017年，将国际法外文图书资料共计3000余种、册全部捐献给西北政法大学。
2019年10月16日在伦敦去世。

## 荣誉
1978年：香港中文大學授予荣誉法学博士；
1998年：军官级学术界棕榈叶勋章（法国）；
1989年：桑托斯杜蒙航空勋章（巴西）；
1997年：国际航天联盟空间法国际学会“终生成就奖”；
1988年：国际航空运输协会“国际法航空法发展杰出贡献奖”；
2010年：欧洲航空学协会“终生成就奖”。

## 家庭
妻子傅锦培是傅秉常的长女。育有一子一女。